# Wiesław Drabik
Wiesław Drabik (ur. 17 marca 1956 w Krakowie) – polski pisarz i ilustrator, autor książek dla dzieci.

## Życiorys
W latach 1976–1981 studiował na Wydziale Inżynierii Materiałowej i Ceramiki Akademii Górniczo-Hutniczej w Krakowie. Podczas studiów malował i wystawiał olejne obrazy (malarstwo fantastyczne) oraz publikował rysunki satyryczne. Jego prace zaprezentowano podczas kilku indywidualnych wystaw m.in. w klubach Rotunda, Karlik, Perspektywy, w Piwnicy pod Baranami i Kossakówce. W czasie studiów powstały także jego pierwsze teksty, w tym wiersze. Po ukończeniu studiów w latach 1981–1989 pracował w „Kombinacie Budownictwa Mieszkaniowego Zachód” i w podległym mu „Zakładzie Produkcji Elementów Budowlanych w Krakowie”, gdzie doszedł do stanowiska zastępcy Kierownika Zakładu – Głównego Technologa. Od 1989 roku pracuje jako grafik komputerowy w firmie reklamowej Grafix, której jest współwłaścicielem. Opracował graficznie wiele książek dla wydawnictw: Skrzat, Beseder, Smyk, Zielona Sowa.

## Twórczość
Wiesław Drabik jest autorem ponad 200 książek dla dzieci ukazujących się w pięciu wydawnictwach: Skrzat (Kraków), Siedmioróg (Wrocław), Debit (Bielsko-Biała), Wilga (Warszawa), Pascal (Bielsko-Biała) – niektóre z nich ilustrował. Większość publikacji to wesołe, rymowane bajki o zwierzętach, adresowane do najmłodszych czytelników i ich rodziców. Są to najczęściej bogato ilustrowane bajeczki o zwierzętach, które swoją popularność zawdzięczają również ilustracjom Marka Szala, Doroty Szoblik, Andrzeja Kłapyty i Carlosa Busquetsa. Wiele z nich ukazało się seriach: Bardzo śmieszna Historia, Odjazdowy zwierzyniec, Wśród Przyjaciół, Bajeczki ze śmiechu beczki.
Najbardziej znane książeczki autora to: Bajka o Smoku i Kraku, i o tym jak powstał Kraków, Awantura na podwórku, Łakomczucha, Kocie łakocie, MAŁa mYSZ skacze czyli myszomania, Mundial na Pastwiskach. Powodzeniem wśród dzieci cieszą się serie: „Zostań Mistrzem” i „Czytam z tatą” w żartobliwej formie opisujące drogę do medali najlepszych polskich sportowców, którzy w tych bajkach występują pod postaciami sympatycznych zwierzątek.
Wiesław Drabik jest również autorem krótszych form, z których kilka umieszczono w wyborze: 100 wierszy na każdą okazję (pod red. Michałowskiej, wydawnictwo Siedmioróg, 2010), a wiersz „List do Mikołaja” w podręczniku do 2 klasy (wyd. MEN, 2013).
Niektóre z książek były prezentowane w programie telewizyjnym pt. „Książki z górnej półki”, pokazano je również na Międzynarodowych Targach Książki w Bolonii w 2003 roku. Od wielu autor spotyka się z czytelnikami na targach książki oraz podczas spotkań autorskich, w bibliotekach, szkołach, przedszkolach i księgarniach w całej Polsce.

### Przekłady
Drabik jest autorem drugiego (po Irenie Tuwim) polskiego przekładu bajki Munro Leafa „Byczek Fernando” – wydanego w 2 wersjach przez wydawnictwo Skrzat. Jest autorem wierszowanych adaptacji wielu tradycyjnych bajek (między innymi braci Grimm, Perraulta, Andersena) opublikowanych w Wielkim Skarbcu Bajek wydawnictwa Siedmioróg – niektóre wydano również w wersji audio.

## Osiągnięcia
Do osiągnięć autora należą m.in.: specjalna ekspozycja jego książek na Międzynarodowych Targach Książki w Bolonii; osobisty udział we wszystkich kolejnych Targach Książki w Krakowie; ponad 300 spotkań autorskich w ciągu roku; prezentacja niektórych publikacji autora w programie telewizyjnym pt. „Książki z górnej półki”; liczne wznowienia jego książek.

## Życie prywatne
Autor pasjonuje się turystyką, fotografią i filmem, wykonał montaż kilku reklam do TV i kina.